# 小松茂藤治
小松 茂藤治（こまつ もとうじ、1888年12月12日 - 1981年3月1日）は、日本の政治家。衆議院議員（1期）。

## 経歴
福島県安達郡本宮町（現・本宮市）出身。生家は本宮町の大地主である。1910年（明治43年）に早稲田大学専門部法律科を卒業した。1914年（大正3年）には小松が建設の中心となり、本宮町に芝居小屋兼公民館の本宮座（後の本宮映画劇場）が建設された。
本宮町会議員、本宮町農会長、福島県会議員、福島県会議長、本宮町長などを経て、1942年（昭和17年）の第21回衆議院議員総選挙（いわゆる「翼賛選挙」）では翼賛政治体制協議会の推薦を得て福島1区（当時）から立候補して当選した。戦後、推薦議員のため公職追放となった。1951年（昭和26年）に追放解除されたが、その後は再び選挙に立候補することはなかった。
この他、調停委員や福島調停協会連合会会長を務めた。1981年（昭和56年）に死去した。